# ثوم متعدد الأزهار
الثوم متعدد الأزهار (باللاتينية: Allium multiflorum) نوع نباتي عشبي يتبع جنس الثوم من الفصيلة الثومية.

## الموئل والانتشار
موطنه المغرب العربي.